# 恋のチャンス
「恋のチャンス」（こいのチャンス、英語: Chances Are）は、ロバート・アレンが作曲し、アル・スティルマンが作詞したポピュラー音楽の楽曲。1957年に発表された。スティルマン＝アレンのコンビが生み出した1950年代の多数のヒット曲のひとつである。この曲は、『ビルボード』誌の調査による、ジョニー・マティスの「DJたちが最も多くかける曲 (Most Played by Jockey)」のリストに含まれており、1957年にチャートに登場し、後に1998年には、グラミーの殿堂入り (Grammy Hall of Fame Award) を果たした。この曲と、当初マティスが気に入っていなかった「恋する年頃 (The Twelfth of Never)」を両面に収めたシングル盤は、『ビルボード』誌の店頭販売数調査で4位まで上昇した。1958年にリリースされたコンピレーション・アルバム『Johnny's Greatest Hits』にも収録された。
後にマティスは、1996年に、ライザ・ミネリのアルバム『Gently』に収録するため、ミネリとのデュエットでこの曲を再録音した。

## 同名異曲
英語の原題が同じ「Chances Are」であるビリー・ローレンスの楽曲「チャンシズ・アー」は、ローレンス自身を含む共作によるオリジナル曲であり、この曲とは異なる。
日本語の曲名が「恋のチャンス」となる同名異曲も複数あり、例えば、松本ちえこの1974年のデビュー・シングル「ボーイフレンド」のB面に収められた「恋のチャンス」は、作詞・安井かずみ、作曲・中村泰士の作品である。